# روبین د کرایف
روبین د کرایف (انگلیسی: Robin de Kruijf) سرعتی‌زن و کاپیتان دوم تیم ملی والیبال زنان هلند است. او پس از گذراندن یک فصل موفق در واکیف بانک برای فصل 2016-17 ایتالیا به تیم ایموکو والی کونلیانو پیوست.